# Грэм, Уильям, 2-й граф Монтроз
Уильям Грэм, 2-й граф Монтроз (англ. William Graham, 2st Earl of Montrose; 1492 — 24 мая 1571) — шотландский дворянин и государственный деятель XVI века.

## Происхождение
Старший сын Уильяма Грэма, 1-го графа Монтроза (1464—1513), от Аннабел, дочери Джона Драммонда, 1-го лорда Драммонда (? — 1519). Грэмы были давно устоявшейся семьей норманнского происхождения, которая впервые получила известность в правление короля Давида I.

## Карьера в правление Якова V
В сентябре 1513 года Уильям Грэм унаследовал графский титул, будучи несовершеннолетним, после смерти своего отца в битве при Флоддене. В 1525 году он был одним из нескольких лордов, отобранных для личного присутствия при короле, а в июне 1535 года был назначен послом во Францию в связи с женитьбой короля. 29 августа 1536 года он был назначен одним из членов регентской комиссии во время отсутствия короля во Франции, пока король не вернулся в 1537 году с Мадленой Валуа.
Граф Монтроз поддерживал короля в его борьбе с проанглийской фракцией во главе с Арчибальдом Дугласом, 6-м графом Ангусом, и был вознагражден 29 мая 1542 года королевскими землями Ратерн и Блэксог в Стратерне. Впоследствии он также приобрел соседние земли Орчилл и Гарвок.

## Карьера в правление королевы Марии
После смерти короля Якова V граф Монтроз присутствовал на заседании парламента в Эдинбурге 15 марта 1543 года и проголосовал за избрание графа Аррана регентом при малолетней Марии Стюарт, королеве Шотландии. Однако, когда возникли разногласия между регентом и кардиналом Битоном, Монтроз поддержал последнего.
Граф Монтроз оставался ведущим членом регентского совета и был вознагражден 11 января 1546 года за личное присутствие при королеве грамотой на земли, конфискованные у графа Леннокса (по крайней мере, до восстановления Леннокса в фаворе в 1564 году). В ноябре 1547 года граф Монтроз вместе с регентом принял участие в неудачной осаде замка Броти, после того как он сдался англичанам после битвы при Пинки.
Монтроз не присутствовал в парламенте Реформации 1560 года и был единственным дворянином, присутствовавшим на первой мессе королевы после её возвращении из Франции в 1561 году. В 1563 году епископ Данблейнский отождествил Монтроза с папой римским Пием IV как оставшегося верным католической вере.
Хотя граф Монтроз был назначен членом Тайного совета 6 сентября 1561 года, он не присутствовал ни в одном из парламентов королевы после её возвращения из Франции. Он одобрял брак королевы с Генрихом Стюартом, лордом Дарнли, но придерживался среднего курса во время последовавших бурных потрясений. Таким образом, он не согласился с низложением королевы и её заключением в замок Лох-Ливен в 1567—1568 годах и присоединился к королеве в Гамильтоне после ее побега; но он не принял участия в ее поддержке, и его внук и наследник был на другой стороне.
Уильям Грэм, 2-й граф Монтроз, скончался в Кинкардине 24 мая 1571 года. Ему наследовал его внук, Джон Грэм, 3-й граф Монтроз (1548—1608).

## Семья
В декабре 1515 года граф Монтроз женился на Джанет Кейт, дочери Уильяма Кейта, 3-го графа Маришаля (? — 1527/1528), и леди Элизабет Гордон. Она умерла между 27 августа 1546 и 25 августа 1547 года. У них было много детей:
- Роберт Грэм, магистр Грэм, погибший в битве при Пинки 10 сентября 1547 года. От своей жены Маргарет Флеминг (1536—1586), дочери Малкольма Флеминга, 3-о лорда Флеминга, он имел посмертного сына Джона Грэма, 3-го графа Монтроза (1548—1608), который унаследовал графский титул после смерти 2-го графа Монтроза.
- Александр Грэм из Уоллес-Стона, женился на Марион, дочери Джорджа Сетона, 3-го лорда Сетона (ок. 1415—1478), и вдове Хью Монтгомери, 2-го графа Эглинтона (? — 1546).
- Уильям Грэм, ректор Киллирна, умерший примерно в 1597 году
- Мунго Грэм, женившийся (по контракту 26 марта 1571 года) на Марджори, дочери сэра Уильяма Эдмонстона из Дантрита, был мастером дома Якова VI в течение многих лет и умер до 15 мая 1590 года.
- Маргарет Грэм, которая вышла замуж (контракт заключен 17 февраля 1535 года) за Роберта, мастера Эрскина (? — 1547)
- Элизабет Грэм, которая вышла замуж за Джорджа Синклера, 4-го графа Кейтнесса (? — 1582)
- Агнес Грэм, которая вышла замуж (контракт заключен 15 апреля 1547 года) за сэра Уильяма Мюррея из Таллибардина (? — 1583)
- Джанет Грэм (? — 1547), которая вышла замуж за сэра Эндрю Мюррея из Балвейрда (? — 1572/1573), их дети включали Дэвида Мюррея, 1-го виконта Стормонта (? — 1631) и Патрика Мюррея.
- Кристиан Грэм, муж — Роберт Грэм, 5-й из Нокдолиана.